# 盧卡什·布羅茲
盧卡什·布羅茲（波蘭語：Łukasz Broź；1985年12月17日—）是一位波蘭足球運動員。在場上的位置是後衛。他現在效力於波蘭足球甲級聯賽球隊華沙萊吉亞足球俱樂部。他也代表波蘭國家足球隊參賽。